# ロバート・E・リー
ロバート・エドワード・リー（Robert Edward Lee、1807年1月19日 - 1870年10月12日）は、南北戦争の時代のアメリカの軍人、教育者。南部連合の軍司令官を務め、物量や国力において圧倒的に強大だった合衆国側の北軍を大いに苦しめた。最終的には敗北したが、アメリカ史上屈指の名将として評価が高い。

## 生涯

### 合衆国軍人として
1807年にバージニア州ウェストモアランド郡のストラットフォードで、アメリカ独立戦争の英雄ヘンリー・リーとアン・ヒル・カーター・リーの子として生まれる。リーは1825年にニューヨーク州の陸軍士官学校に入学、4年後に次席の成績で卒業した。卒業後、リーは職業軍人としての道を歩み始め、1832年に少尉に、1836年に中尉に、そして1838年に大尉に昇格した。
1846年から1848年にかけての米墨戦争に従軍し、武勲を立てたリーは、1852年に母校である陸軍士官学校の校長に任命された。3年間の校長生活の後、1855年に中佐に昇格したリーは、その後の数年間をテキサス州で過ごした。1859年には、ヴァージニア州（現在はウェストヴァージニア州）で発生した、戦闘的奴隷制反対活動家ジョン・ブラウンによるハーパーズ・フェリー蜂起事件の鎮圧を指揮した。
妻は合衆国初代大統領ジョージ・ワシントンの義理の曾孫（マーサ・ワシントンの連れ子の孫娘）である。
南北戦争直前には大佐の階級であったが、リンカーン大統領は、陸軍総司令官ウィンフィールド・スコット少将の推薦によってアメリカ合衆国陸軍（北軍）の司令官就任を要請した。しかし、リーは奴隷制には賛成ではなかったが、郷里のバージニアへの郷土愛などの理由により、1861年、サムター要塞の戦いの後、合衆国軍を辞職しバージニアに帰郷した。

### 南北戦争
南部では、初めバージニア州軍の司令官となり、1861年8月には南部連合国軍大将（原文：Full General）に任命された。ほぼ同時に任命された5名の内、先任順位は3位であった。リーは当初、バージニア州西部の部隊司令官、カロライナ州沿岸の防衛司令官、ジェファーソン・デービス連合国大統領の軍事問題顧問を歴任したが、北バージニア軍の司令官ジョセフ・ジョンストン大将が1862年6月1日に南部の首都リッチモンド付近まで侵攻した連邦（北軍）のジョージ・マクレラン率いるポトマック軍を迎撃したセブンパインズの戦いで重傷を負うと、その後任として起用された。リーは6月25日から7月1日まで連日ポトマック軍へ攻撃を加え、優勢な敵にリッチモンド侵攻を断念させるに至った（七日間の戦い）。この戦いによって名声を確立したリーは、南部の降伏直前に南部陸軍総司令官に任命されるまで、北バージニア軍司令官として東部戦域の指揮を執った。
リーはほとんど常に北軍よりも劣勢の軍を指揮し、補給の欠乏に悩まされながらも、大胆な機動と敵の意表をつく攻撃によって、北軍を翻弄し続け第二次ブルランの戦い、フレデリックスバーグの戦い、チャンセラーズビルの戦いなどで勝利をあげ、北軍のリッチモンド侵攻の意図をくじき続けた。また、2度にわたって北部領域への侵攻作戦を実施するも、1862年のアンティータムの戦い、1863年のゲティスバーグの戦いでは北軍に敗れた。リーはゲティスバーグの戦いで敗北して南部に撤退した後、デービス大統領に辞任を申し出たが、リーの他に数で劣る北バージニア軍を率いて北軍に対抗できる将軍が南軍にいなかったのでデービス大統領はこれを却下している。
1864年にユリシーズ・グラント中将が合衆国陸軍総司令官に就任し、北部の物量的優位を十分に活用する戦略をとると、リーは防戦一方とならざるを得ず、6月には首都リッチモンドの近郊まで後退を強いられた。1865年1月31日、南部議会によって南部陸軍総司令官に任命されたが、南部連合の勢力が挽回することはなく、4月3日リッチモンドが陥落。リーは軍を指揮してリッチモンドを脱出し、ジョゼフ・ジョンストンの軍との合流を計ったが、バージニア州アポマトックスで北軍に捕捉され、4月9日に北軍のグラント総司令官に降伏した。一部の将官は部隊を解散して山間部などに逃げ込み、ゲリラ戦を継続するようリーに進言したが戦争の決着はもうついていると感じたリーはそれを退け、降伏後も南部の兵士達にゲリラ戦などに走らず投降するように呼びかけている。

### 戦後
戦後に恩赦され、1865年10月2日、バージニア州のワシントン大学（現在のワシントン&リー大学）学長に就いた。戦争で荒廃した南部の復興のため、人材育成に尽力した。
1870年のリーの死後、1975年にフォード大統領の承諾と米国議会によって、米国市民権を回復した。ジョージア州アトランタ近郊のストーンマウンテンパークにはリー将軍を含む南軍将軍たちの巨大なレリーフが彫られている。

## 人物
- 指揮に関して分権的なアプローチを好んだ。必要に応じて必要なことはより前線に近い部下の判断に任せる、というスタイルである[誰によって?]。また、部下に命令することを好まず部下に何かを勧めるという態度をとることが多かった。守勢に回ったときや、リー曰く「地図を指して見せただけで私の真意をすべて読み取ることができた」ジャクソン将軍のような部下に恵まれた時はこのシステムは非常によく機能したが、しかし攻勢に回った時は全く機能しなかった[誰によって?]。
- 英軍の従軍武官はリーに関して「将軍の仕事に付きものである地味な作業は好まなかったようだ」と書き残している。実際リーは作戦書類を作成したりすることを好まず（これは敵である北軍に作戦計画が漏れないようにするためでもあったのだが）、北部に侵攻した時でさえそれに関する明確な書類は存在しなかった。明確な作戦目的（敵野戦軍の撃破、都市の攻略、補給物資強奪、など）の欠如は部下の将軍の間に混乱をもたらし、攻勢に転じた北バージニア軍は守勢に回ったときの強さを発揮することなく全て敗れている。
- 穏やかで人当たりのよい人格の持ち主であった。彼の穏和だが強い性格によって北バージニア軍司令部の運用が円滑であったこと、デービス大統領と個人的に親しかったことから南部政府との軋轢がほとんど無かったことが、彼の多くの勝利に寄与していたと考えられている[誰によって?]。
- 戦略的には戦争に勝利する方法を見つけることは出来ず（もちろんこれは戦域司令官の任務を超えることである）、2度にわたる北部侵攻作戦は、北部地域での勝利によって北部大衆の厭戦感をあおり、かつヨーロッパ列強による和平仲介が開始されることを期待するという、曖昧な戦略目的に拠るものであったが、2度とも勝利を得ることが出来ず撤退に追い込まれている。

- 奴隷制を「必要悪」として擁護していた。この啓蒙の時代に、奴隷制が制度として道徳的また政治的悪であることを認めようとしない人はほとんどいないと、私は信じる。その短所を長々と述べるのはつまらない。私は有色人種よりも白人にとって大きな悪だと思う。私の感覚が有色人種のために強く働く一方で、私の同情は白人の方に深く向かっている。黒人は、道徳的、肉体的および社会的にアフリカよりもここの方が遙かに良い暮らしをしている。彼らが経験している苦痛を伴う規律は人種としてさらに教導するために必要であり、より良い状態に進むための準備だと私は願う。彼らの奉仕がどのくらい長く必要かは、慈愛深い神意によって知らされ告げられるであろう。 — Lee, R.E.、"Robert E. Lee's opinion regarding slavery", フランクリン・ピアース大統領への手紙, December 27, 1856. civilwarhome.com. Retrieved October 24, 2007.

## その他

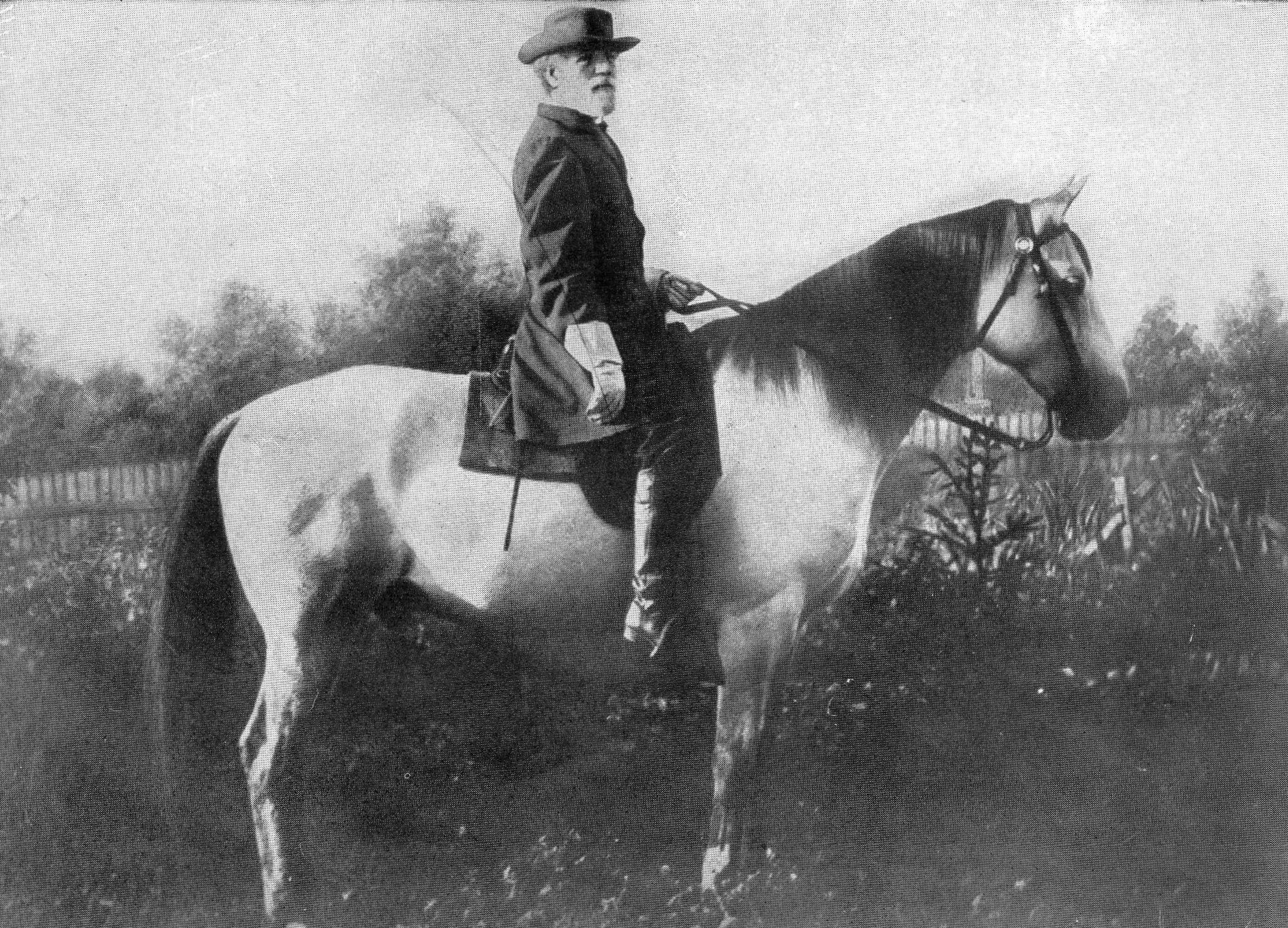
トラベラーに乗ったリー

- ヴァージニア州にあるワシントン・アンド・リー大学はリーにちなんで名付けられており、ここには彼の愛馬トラベラー号も埋葬されている。
- M3リー戦車はリーにちなんで名付けられている。
- ソ連のスパイだったダンカン・リー（英語版）は子孫にあたる。また、ヘレン・ケラーの祖母とははとこにあたる。
- 彼の好物だったとされるオレンジとレモンをスポンジ・クリームなどケーキ全体に多く使用し、彼の名を冠した「ロバート・E・リー」というケーキ（日本の古いレシピ本では「リー将軍のケーキ」と訳されている）がアメリカに存在する。
- 各地にリーの記念碑や名を冠した施設があるが、時代経過に伴う意識の変化からアフリカ系やラテン系住民より、モニュメントの解体や撤去の圧力がかけられるようになっており、2015年にはニューオリンズのリー像が撤去され、テキサス州のヒューストン独立学区にあった「ロバート・E・リー・ハイスクール」は、2016年に「マーガレット・ロング・ウィズダム・ハイスクール（英語版）」に改名されている[1]。2017年、シャーロッツビルにあるロバート・E・リー像の撤去に抗議する白人至上主義者などの集会でカウンターを行っていたデモ隊に車を突入させたことにより、1人が死亡して19人が負傷する事件が起こり、一時は非常事態宣言を発令され、車を運転していた白人至上主義者が殺人罪で逮捕され、さらにバージニア州知事が白人至上主義者を強い語調で非難する事態となった[2][3]。結果的に像は2021年7月10日にシャーロッツビルから撤去された[4]。
- 2020年6月、ミネアポリスで発生した反人種差別デモが全米に拡大する中で、バージニア州リッチモンド中心地にあるリー将軍像の存在が、奴隷制の象徴として落書きなどの攻撃を受けるようになった。同月6日、バージニア州のラルフ・ノーサム知事は、リッチモンドのリー将軍像を撤去、保管する方針を表明した[5]。